# Clyde Tolson
Clyde Anderson Tolson (Laredo, Missouri, 1900. május 22. – Washington, 1975. április 17.) a Szövetségi Nyomozóiroda igazgatóhelyettese volt 1930–1972 között, elsősorban a személyzetért és a fegyelemért volt felelős. Úgy ismert, mint a védence és állítólagos intim társa az FBI akkori igazgatójának, John Edgar Hoovernek.

## Előélete és oktatása
Tolson Laredóban született Missouri-ban. A Laredo High Schoolban végzett 1915-ben, és onnan a Cedar Rapids Üzleti Főiskolára ment, ahol 1918-ban diplomázott. 1919-től 1928-ig a magántitkára volt 3 hadügyminiszternek: Newton D. Baker-nek, John W. Weeksnek és Dwight F. Davisnek.
Tolson bölcsészdiplomát szerzett a George Washington Egyetemen 1925-ben és jogi diplomát 1927-ben. Míg Tolson az egyetemre járt, a Sigma Nu Testvériség Delta Pi szakaszának tagja lett.

## Karrier
1928 áprilisában felvették az FBI-hoz különleges ügynökként. Tolson állítólag arra használta ezt a munkát, hogy tapasztalatot és elég pénzt szerezzen, hogy jogi kart nyisson a Cedar Rapidsnál. Miután dolgozott az FBI bostoni és washingtoni irodájánál, vezető jegyző lett, és 1930-ban igazgatóhelyettessé léptették elő.
1936-ban Tolson csatlakozott Hooverhez letartóztatni egy bankrablót, Alvin Karpist, majd egy évvel később túléltek egy tűzharcot a gengszter Harry Brunette-tel. 1942-ben Tolson részt vett a náci szabotőrök elfogásában, Long Island-en és Floridában. 1947-ben ő lett az FBI költségvetési és igazgatási feladatokat ellátó igazgatóhelyettese.

## Kapcsolata John Edgar Hooverrel

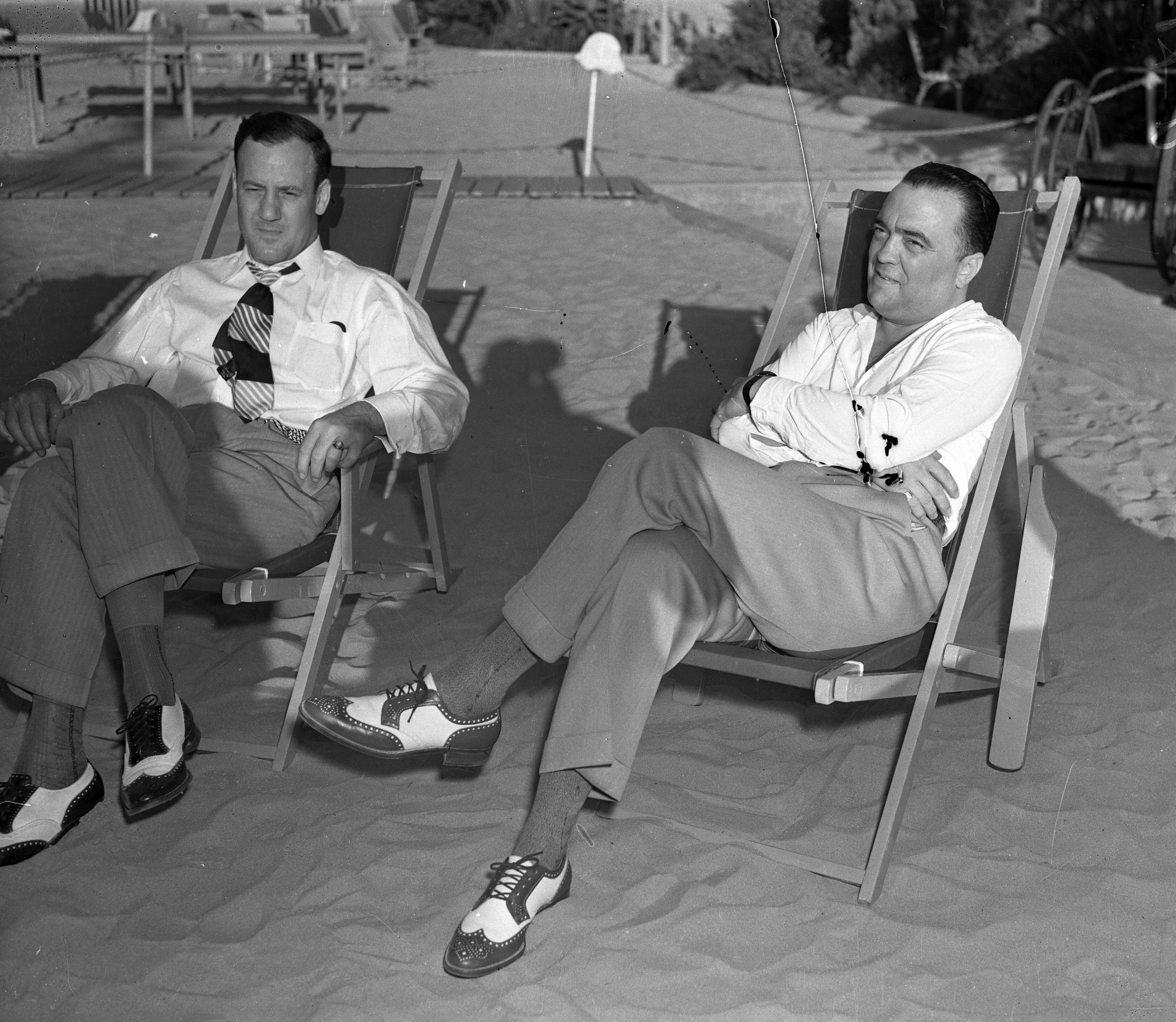
Clyde Tolson (balra) és J. Edgar Hoover (jobbra)

Az állítások szerint J. Edgar Hoover az alteregójaként írta le Tolsont. Évekig az a szóbeszéd keringett, hogy a két férfi között homoszexuális kapcsolat van.
Mikor Hoover meghalt, Tolson örökölte 551 000 dolláros vagyonát és költözött a házába; és ő terítette az amerikai zászlót a koporsójára.

## Későbbi évek
1964-ben Tolson agyvérzésen esett át, és ezért a hátralévő élete kissé törékeny lett. 1965-ben Lydon B. Johnson elnök megjutalmazta egy aranyéremmel Kiváló Szövetségi Polgári Szolgálatáért. Hoover az FBI-nál tartotta Tolsont, mikor már túl idős volt a rendőrségi kötelességek teljesítéséhez, és elérte a nyugdíjkorhatárt.
Hoover 1972. május 2-i halála után Tolson rövid ideig a Nyomozóiroda eljáró vezetője volt. Május 3-án L. Patrick Gray lett az FBI megbízott igazgatója. Tolson kapcsolatba lépett Mark Felttel, és felkérte, hogy írja meg a felmondólevelét. Betegségére hivatkozva Tolson május 4-én, Hoover temetésének napján felmondott. Ezután Mark Felt vette át Tolson helyét.

## Halála

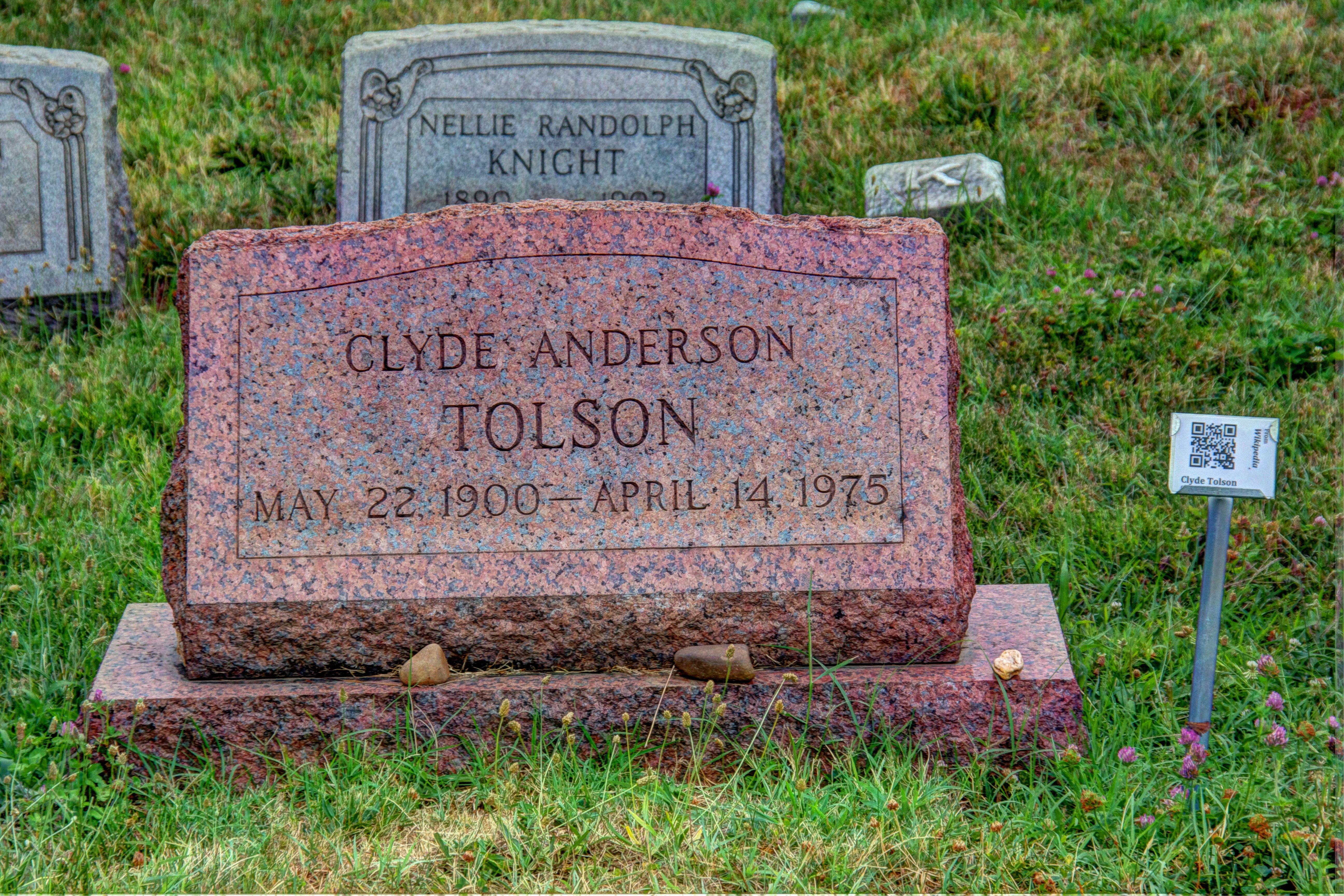
Clyde Tolson sírja a Conngressional Cemetary-ben

Miután Tolson kilépett a Nyomozóirodától, az élete hanyatlani kezdett. 1975. április 10-én Tolson bekerült a Doctors Community Hospitalba, Washingtonba veseelégtelenség miatt. Ott halt meg szívelégtelenségben, 74 évesen. Tolsont a Congressional Cemetary-ben temették el J. Edgar Hoover sírja közelében.

## Ábrázolásai
- 1977-es film: The Private Files of J. Edgar Hoover, játszotta: Dan Dailey
- 1987-es tv-film: Concealed Enemies, játszotta: Ralph Byers
- 1987-es tv-film: J. Edgar Hoover, játszotta Robert Harper
- 1992-es tv-film: Citizen Cohn, játszotta: Daniel von Bargen
- 1994-es szatirikus rádiójáték: J. Edgar, írta: Harry Shearer, játszotta: John Goodman
- 1995-ös film: Nixon, játszotta: Brian Bredford
- 1997-es novella: Underworld, írta: Don DeLillo
- 2011-es film: J. Edgar – Az FBI embere, játszotta: Armie Hammer
- 2013-as tv-film: The Curse of Edgar Hoover, játszotta: Anthony Higgins